# Гіоргі Кантарія
Гіоргі Кантарія (груз. გიორგი ქანთარია, нар. 27 квітня 1997, Зугдіді) — грузинський футболіст, захисник клубу «Німан» (Гродно).

## Клубна кар'єра
Народився 27 квітня 1997 року в місті Зугдіді, де і почав грати у футбол. Першими його тренерами були Отар Дзаламідзе та Мамука Чачуа. У віці 14 років вступив до академії «Динамо» (Тбілісі). У сезоні 2013/14 юнацького чемпіонату Грузії (U-17) його команда посіла друге місце, а у наступному сезоні 2014/15 з командою до 19 років він став юнацьким чемпіоном країни (U-19).
У 2015 році Кантарія повернувся в «Зугдіді». У сезоні 2015/16 команда лише в стикових матчах зберегла своє місце в еліті, а в скороченому сезоні другої половини 2016 року «Зугдіді» фінішувала останньою у своїй групі та випала до Першої ліги. А Гіоргі за два сезони взяв участь у 24 матчах чемпіонату.
У березні 2017 року він прибув на перегляд у білоруський клуб «Німан» (Гродно) і незабаром підписав контракт. Через травми інших захисників йому вдалося закріпитися в основі команди. У сезоні 2018 він також був основним гравцем, лише не грав у листопаді через травму. У листопаді 2018 року він продовжив контракт із гродненським клубом на сезон 2019 року. У сезоні 2019 року він залишався основним захисником, не зігравши в серпні через травму. У грудні 2019 року він підписав новий дворічний контракт з «Німаном». Станом на 14 квітня 2020 року відіграв за гродненську команду 71 матч в національному чемпіонаті.

## Виступи за збірну
23 січня 2018 року дебютував у складі молодіжної збірної Грузії в товариському матчі проти Азербайджану (1:1). Всього на молодіжному рівні зіграв у 4 офіційних матчах.